# Yoo Sun-young
Yoo Sun-young of Sun-Young Yoo (Koreaans: 유선영; Zuid-Korea, 13 december 1986) is een Zuid-Koreaanse golfprofessional. Ze debuteerde in 2006 op de LPGA Tour.

## Loopbaan
In begin de jaren 2000 werd Yoo golfamateur en won nationale titels waaronder het Korean Junior Golf Championship in 2001 en het Korean Amateur Championship in 2004. In november 2004 werd ze golfprofessional en in 2005 debuteerde ze op de Futures Tour. In augustus 2005 won ze op die tour de Betty Puskar Golf Classic en behaalde haar eerste profzege. Op het einde van het seizoen kreeg ze een speelkaart voor de LPGA Tour in 2006.
In 2006 maakte ze haar debuut op de LPGA Tour waar ze op 23 mei 2010 haar eerste LPGA-zege behaalde door het Sybase Match Play Championship te winnen. Op 1 april 2010 behaalde ze haar tweede zege en tevens haar eerste major door het Kraft Nabisco Championship te winnen.

## Prestaties
LPGA Tour
| Nr. | Datum        | Toernooi                       | Score           | Score | Info                         |
| --- | ------------ | ------------------------------ | --------------- | ----- | ---------------------------- |
| 1   | 23 mei 2010  | Sybase Match Play Championship | 3&1             | 3&1   | Runner-up: Angela Stanford   |
| 2   | 1 april 2012 | Kraft Nabisco Championship     | 69-69-72-69=275 | –9    | Won de play-off van I.K. Kim |

| major |

Futures Tour
| Nr. | Datum            | Toernooi                  | Score        | Score | Info            |
| --- | ---------------- | ------------------------- | ------------ | ----- | --------------- |
| 1   | 14 augustus 2005 | Betty Puskar Golf Classic | 67-69-68=204 | –12   | Eerste profzege |